# Plasencia
Plasencia (in estremegno Prasencia) è un comune spagnolo di 41 002 abitanti situato nella comunità autonoma dell'Estremadura in provincia di Cáceres.
È una città fortificata su una collina a destra del fiume Jerte ai confini fra Estremadura e Castiglia sulla Ruta de la Plata, antico itinerario in cui scorre il fiume Ambroz affluente del Tago, separazione naturale fra le montagne delle Sierra de Tormantos e di Tras la Sierra. È capoluogo della comarca più meridionale della provincia di Cáceres. È sede vescovile e conserva diversi monumenti medioevali e rinascimentali.

## Storia
La sua posizione geografica all'uscita di una valle e in prossimità di un guado del fiume Jerte fu sempre nei tempi remoti un passaggio obbligato per uomini e animali, per pastori e mandrie di bovini e greggi. Posto di passaggio e di insediamento dei popoli cacciatori della preistoria fu abitato dai Celti, dagli Iberi, dai Romani, dai Visigoti e dagli Arabi. I Romani hanno lasciato numerose testimonianze della permanenza nella località che chiamarono Dulcis Placida.
Durante le guerre per la Reconquista Alfonso VIII di Castiglia ne fece uno dei baluardi della linea difensiva ai confini con i territori occupati dagli Arabi e creò la nuova diocesi di Plasencia.
Nel 1195 i berberi Almohadi la occuparono ma nel 1197 Alfonso VIII riuscì a liberarla definitivamente. Il re di Castiglia Juan II la cedette in signoria alla famiglia degli Estuňigas che la tennero finché, dal 1488 passò sotto le dipendenze dirette dei Re Cattolici e il suo destino fu per sempre legato alla corona di Spagna.
I secoli XVII-XVIII come per la maggior parte della Spagna furono secoli di decadenza economica e sociale. Per Plasencia le cause furono molteplici: l'espulsione dei Moriscos (arabi battezzati ma convertiti solo di nome) decretata da Filippo III nel 1609 sottrasse capacità finanziarie e agricole, le guerre fra la Castiglia e il Portogallo con il passaggio di truppe e la leva militare imposta determinarono l'abbandono della città da parte di molti giovani, l'identificazione con una retriva ortodossia cattolica e con ideali di vita nobiliari portò un certo disprezzo per le attività commerciali e manifatturiere, l'agricoltura stessa in mano ai latifondisti che non se ne interessavano direttamente non si modernizzò e continuò ad utilizzare mezzi e procedure tradizionali, le carestie e le epidemie colpirono la popolazione duramente.
Agli inizi del XVIII secolo durante la guerra di successione spagnola fra Filippo V e l'arciduca d'Austria Carlo II la città fu presa da Carlo II e dovette sopportare il mantenimento delle truppe. Solo la Chiesa dimostrò di essere in condizioni economiche favorevoli e in questo periodo si costruirono nuove chiese e si restaurarono quelle già esistenti. nella seconda metà del Settecento si ebbe anche un certo risveglio, i ceti borghesi si contrapposero alla inerzia conservatrice dei nobil, si costituì nel 1781 la Societad Economica de los Amigos del Pais con la finalità di favorire il progresso della città, si migliorò il sistema creditizio e si diffuse un certo ottimismo nel paese.
La posizione geografica strategica di via obbligata per il passaggio delle truppe coinvolse la città nuovamente in una guerra: la guerra d'indipendenza dal 1808 al 1814 quando Plasencia fu sede del quartier generale per l'approvvigionamento delle truppe francesi e spagnole a turno a seconda degli esiti delle varie battaglie. La città dovette anche subire delle sollevazioni e dei disordini interni e il trasferimento della capitale della provincia a Caceres con conseguente perdita di servizi pubblici e frustrazione della popolazione. Un nuovo periodo di crisi si ebbe nel periodo burrascoso della storia di Spagna fra il 1868 e il 1874 con le lotte fra Carlisti e Repubblicani e le rivolte e sollevazioni sia degli uni che degli altri.
Un certo modesto rinascimento si ebbe nel trentennio successivo con l'arrivo del treno dovuto al completamento della linea di collegamento con Astorga. All'inizio del XX secolo Plasencia fu dichiarata città Muy benefica per l'aiuto dato ai profughi da Cuba persa dagli spagnoli nella breve guerra con gli Stati Uniti. Un periodo di relativo progresso si ebbe dopo il 1918 e durante la dittatura di Primo de Rivera. Il periodo della guerra civile fu un tempo di lutti e persecuzioni e a Plasencia si creò un campo di concentramento per civili contrari al regime.
Negli ultimi anni l'Estremadura ha partecipato poco al progresso dell'economia spagnola anche perché parte da condizioni più basse rispetto alle altre regioni, lo stesso turismo, che costituisce una grande risorsa per il paese, preferisce altre zone più note, nonostante la regione e, in particolare, la comarca di Plasencia abbia notevoli monumenti d'interesse storico-artistico riconosciuti anche ufficialmente.

## Monumenti e luoghi d'interesse storico-artistico
- Las Murallas, la doppia cerchia di mura che racchiude la città con 6 porte e 68 torri alcune delle quali è inglobata in qualche edificio civile. Risalgono al 1197.
- Resti dell'Acquedotto medievale, costruito nel XVI secolo su un'opera precedente del secolo XII.
- Las Catedrales, il complesso delle due cattedrali unite: la Catedral Vieja de Santa María romanica dei secoli XII-XIV con la statua policroma duecentesca della Virgen del Perdón, e la Catedral Nueva de Santa María del XVI secolo con un magnifico portale plateresco.
- Museo, accessibile dalla cattedrale con quadri di Ribera e Morales, una Bibbia miniata del XIV secolo, oreficerie sacre.
- Chiesa di San Martín del XIII secolo completamente rifatta.
- Chiese rinascimentali di San Esteban e San Vicente Ferrer.
- Plaza Mayor, centro della vita cittadina con l'Ayuntamiento rinascimentale.
- Casa consistorial, dei secoli XVI-XVIII.
- Palacio de los marqueses de Mirabel, del secolo XVI con patio a due ordini.

Nei dintorni e nella comarca ci sono luoghi di particolare interesse:
- A San Jeronimo de Yuste, col monastero fondato nel 1408 dove, dopo aver abdicato nel 1557, si ritirò l'imperatore Carlo V e vi morì nel 1558. Fu sepolto nella cripta della chiesa conventuale ove rimase per sei anni, poi le sue spoglie furono portate all'Escorial. Il convento, saccheggiato dalle truppe napoleoniche, fu acquistato dallo Stato nel 1941, restaurato e affidato ai monaci gerolimini.
- A Jarandilla de la Vera c'è un enorme castello del XV secolo che fu residenza di Carlo V. Oggi è un Parador Nacional.
- A Hervás il Barrio Judio, del XV secolo dichiarato monumento nazionale è un vecchio quartiere ebraico di case popolari a graticcio.
- Il Parque Nacional de Monfrague è un'ampia area attorno ad una diga artificiale sul Tago creato nel 1979 per proteggere dalla probabile estinzione la fauna stanziale.
- A Baños de Montemayor ci sono le terme già note ai Romani e i resti del selciato romano della strada che univa Emerita Augusta, l'attuale Mérida, ad Astorga.

## Amministrazione

### Gemellaggi
- Piacenza
- Santiago del Cile
- Nîmes
- San Miguel de Abona
- Cuenca
- Talavera de la Reina
- Escalona
- Castelo Branco